# Holothrix pleistodactyla
Holothrix pleistodactyla är en orkidéart som beskrevs av Friedrich Fritz Wilhelm Ludwig Kraenzlin. Holothrix pleistodactyla ingår i släktet Holothrix och familjen orkidéer. Inga underarter finns listade i Catalogue of Life.